# Štefa Petrová
Štefa Petrová, vlastním jménem Štěpánka Svačinková, provdaná Nejedlá (19. prosince 1909 Olomouc – 14. prosince 1972 Praha) byla česká operní a operetní zpěvačka (sopranistka), manželka skladatele Víta Nejedlého.

## Život

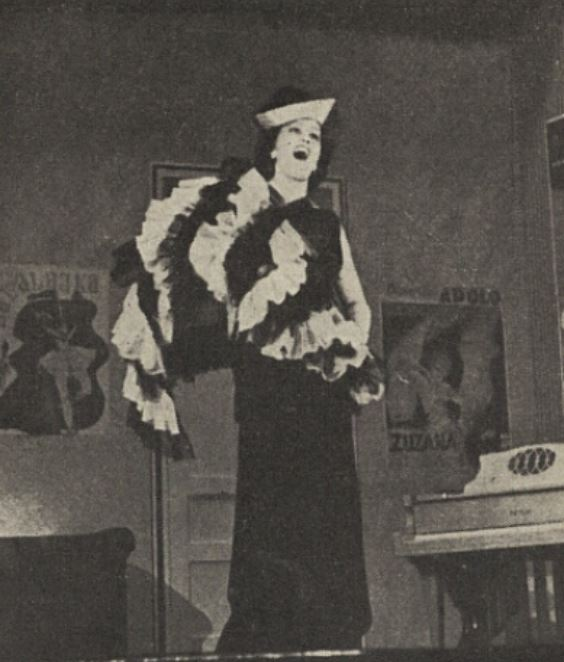
Štefa Petrová v operetě Šťastné náhody (Velká opereta, 1940, role Marmeládové princezny)

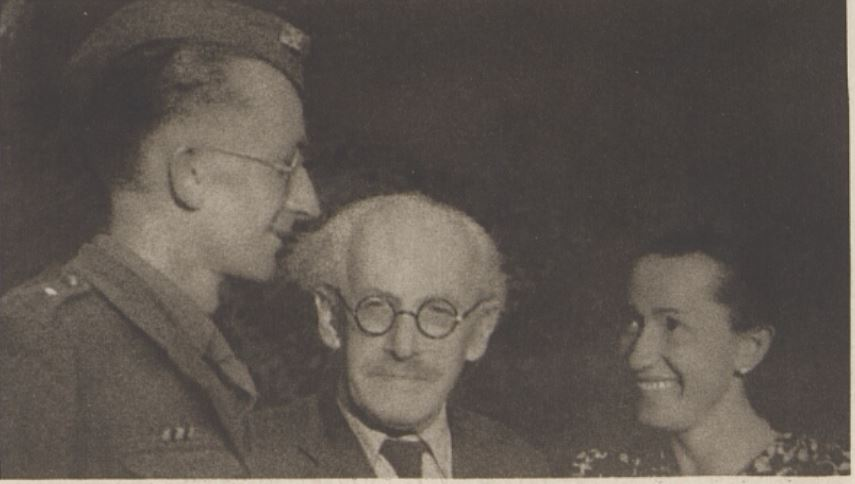
Štefa Petrová s manželem Vítem Nejedlým a tchánem (Zdeněk Nejedlý)

Narodila se v rodině dělníka. Zpočátku se učila baletu v baletní škole Anny Nechybové, sólistky olomouckého divadla. V olomouckém divadle začínala od roku 1927 v baletním sboru a učila se zpěvu. Když dostala první samostatnou roli, opustila v roce 1930 na dva roky divadlo a studovala zpěv u profesorů Ulanowského a Fierlingerové. Do olomouckého divadla se vrátila v roce 1932, stala se členkou opery i operety a získávala sólové role.
V Praze se stala členkou Velké operety.
Zatímco Vít Nejedlý s rodiči odešel do Sovětského svazu již na jaře 1939, Štefa Petrová legálně vycestovala 20. října 1940. V Moskvě se stala členkou moskevské operety, která po začátku války mezi Německem a SSSR přesídlila do Novokuzněcka (tehdy Stalinsk). Ve Stalinsku pobyla asi rok a vrátila se do Moskvy.
V listopadu 1944 odjela na karpatskou frontu, kde vystupovala pro československé vojáky. S Vítem Nejedlým se zde setkala, ten ale onemocněl 5. prosince 1944 tyfem. Považoval onemocnění za pouhé nachlazení a tak byl do nemocnice převezen až 16. prosince. Se svým manželem setrvala Štefa Petrová až do jeho smrti 2. ledna 1945. Do osvobozovaného Československa se dostala s armádní zdravotnickou brigádou, prvního koncertu na domácí půdě se zúčastnila v Prešově. V té době také byla povýšena na podporučici.
Po druhé světové válce se vrátila do Olomouce, kde se v sezóně 1945/1946 stala vedoucí operetního souboru. V letech 1946–1948 byla členkou opery Divadla 5. května. Od roku 1948 do roku 1957 byla členkou Národního divadla v Praze. Svou pěveckou dráhu ukončila pro nemoc.
Jejím druhým manželem byl operní pěvec Rudolf Jedlička (1920–1989).

## Ocenění
- V roce 1952 byla oceněna (spolu kolektivem Národního divadla a s Ivo Žídkem) Státní cenou I. stupně.[7][pozn. 3]
- V roce 1958 obdržela za dlouholetou činnost titul Zasloužilý umělec[8]